# ゴロウ・デラックス
『ゴロウ・デラックス』は、2011年4月15日（14日深夜）から2019年3月29日（28日深夜）までTBSテレビで放送されていた読書バラエティ番組で、稲垣吾郎の冠番組である。

## 内容
稲垣吾郎とTBSアナウンサー・外山惠理の2人が、辛口トークを展開する番組である。課題図書として一冊の本を取り上げ、著者をゲストとして招いてトークする。対象作品の一部をMCの二人が朗読する。
前番組『哀愁探偵1756』からの企画「AP久松っちゃんダイエット」は続投となった。
2011年12月29日 22:00 - 23:24に、TBS系列28局ネットで初のスペシャル放送が実施された。
番組開始当初はアシスタントに元TBSアナウンサーの小島慶子を起用していたが、小島がオーストラリアへ移住した事により番組への出演が困難になり2014年3月で降板。翌4月からは外山惠理がアシスタントに就任したが、外山は『土曜ワイドラジオTOKYO 永六輔その新世界』のアシスタントなど、TBSラジオを中心に出演していたこともあり、当番組が5年振りのレギュラーテレビ番組となった。外山の初回登場となった2014年4月24日放送では番組冒頭で外山について紹介するVTRが放映され、外山のためにスタジオに駆けつけた永六輔がゲストとして登場した。
2019年3月29日放送の最終回では322人目のゲストとして沢木耕太郎が出演、最後の課題図書は『銀河を渡る 全エッセイ』（新潮社）であった。普段テレビ露出のほとんどない沢木の民放出演は極めて異例であり放送前から話題を呼んだ。
本番組の終了をもって、2004年4月放送開始の『吾郎の細道』以来15年間にわたって続いた稲垣出演のTBS系列の深夜バラエティ番組に幕を閉じることとなった。
本番組の終了後、2019年7月7日より、稲垣が出演するABEMAのインターネット配信番組『7.2 新しい別の窓』にて、稲垣をホストとするトーク企画「インテリゴロウ」が開始された。ゲストは作家のみではなく文化人全体に拡大されており、稲垣がゲストに質問などをぶつけて鋭く切り込んでいくという、本番組を引き継いだような内容となっていた。2023年6月4日配信分をもって、番組のリニューアルにより終了した。

## 出演

### 司会者
- 稲垣吾郎（2016年まではSMAPのメンバー）
- 小島慶子（番組開始から2014年3月20日まで出演）
- 外山惠理（TBSアナウンサー、2014年4月24日から番組終了まで）

### AD
- 山田親太朗[5]（2013年まではサーターアンダギーのリーダー）

### 備考
- 稲垣・山田は『哀愁探偵1756』から続投。

### ナレーター
- 浦和めぐみ

## ネット局と放送時間
太字は字幕放送を実施。
| 放送対象地域   | 放送局                | 系列    | 放送開始日    | 放送日時                     | 遅れ       | 備考 備考         |
| -------------- | --------------------- | ------- | ------------- | ---------------------------- | ---------- | ----------------- |
| 関東広域圏     | TBSテレビ（TBS）      | TBS系列 | 2011年4月14日 | 金曜 0:58 - 1:28（木曜深夜） | 制作局     | 制作局            |
| 北海道         | 北海道放送（HBC）     | TBS系列 | 2011年9月9日  | 金曜 0:58 - 1:28（木曜深夜） | 同時ネット | [ 注 2 ]          |
| 山梨県         | テレビ山梨（UTY）     | TBS系列 | 2011年4月29日 | 土曜 0:55 - 1:25（金曜深夜） | 遅れネット | [ 注 3 ]          |
| 福岡県         | RKB毎日放送（RKB）    | TBS系列 | 2011年5月5日  | 水曜 1:38 - 2:08（火曜深夜） | 遅れネット |                   |
| 中京広域圏     | CBCテレビ（CBC）      | TBS系列 | 2011年10月3日 | 不定期                       | 遅れネット | [ 注 4 ] [ 注 5 ] |
| 岡山県・香川県 | 山陽放送（RSK）       | TBS系列 | 2012年4月20日 | 金曜 0:58 - 1:28（木曜深夜） | 遅れネット | [ 注 6 ] [ 注 7 ] |
| 大分県         | 大分放送（OBS）       | TBS系列 | 2012年10月3日 | 水曜 10:20 - 10:50           | 遅れネット |                   |
| 静岡県         | 静岡放送（SBS）       | TBS系列 | 2016年5月15日 | 日曜 14:00 - 14:30           | 遅れネット |                   |
| 福島県         | テレビユー福島（TUF） | TBS系列 | 2017年4月7日  | 金曜 13:55 - 14:24           | 遅れネット | [ 注 8 ]          |
| 鳥取県・島根県 | 山陰放送（BSS）       | TBS系列 | 2017年10月6日 | 金曜 11:00 - 11:30           | 遅れネット |                   |
| 山口県         | テレビ山口（tys）     | TBS系列 | 2018年4月12日 | 木曜 0:53 - 1:23（水曜深夜） | 遅れネット | [ 注 9 ]          |

## 過去のネット局
| 放送対象地域 | 放送局   | 系列    | 放送期間                                                  | 放送日時                     | 備考                          |
| ------------ | -------- | ------- | --------------------------------------------------------- | ---------------------------- | ----------------------------- |
| 長野県       | 信越放送 | TBS系列 | 2013年10月29日 - 2014年4月29日                            | 水曜 1:13 - 1:43（火曜深夜） | [ 注 10 ] [ 注 11 ] [ 注 12 ] |
| 長崎県       | 長崎放送 | TBS系列 | 2013年4月25日 - 2014年4月8日 2015年6月4日 - 2016年3月31日 | 木曜 14:55 - 15:30           | [ 注 13 ]                     |

## スタッフ
- タイトル：SUGARLESS FACTORY、武藤健司
- 構成：鈴木おさむ、若尾守重、藤井輝久、増田瞳
- TM：荒木健一
- TD：南賢治、井上久徳、大蔵聡
- VE：二階堂隼、沖田裕貴、後藤静香、青木智奈未
- ENG：西雄一（TBSテックス、2012年9月までPro Camと表記）、中島純、川畑正尚、谷口敦俊
- CAM：井上久樹、宮下政人、徳武正裕
- 照明：根岸朋之、梨本茂、公文大輔
- 音声：樋口晋作、鈴木一長
- TK：常藤直子、飛田亜也
- 音響効果：岡本智宏
- 編集：寺内太郎、大橋一明、田中俊、高橋雄人、小岩井洋介
- MA：横田良孝、的池将、宮嶌宏道、市川徹
- 美術プロデューサー：太田卓志
- 美術デザイナー：桝本瑠璃、山口智広
- 美術制作：松永陽登
- 装置：森田正樹
- 操作：田上雄一郎
- 電飾：伊吹英之
- 装飾：後藤千鶴
- メイク：アートメイク・トキ
- 編成：中島啓介
- 宣伝：田中瑞穂
- 制作協力：ファルコン
- マネージメントプロデューサー：吉橋隆雄
- AP：久松理絵
- ディレクター・演出：原田薫、町田有史、深谷俊介、渡辺晴香、藤田亘、丸尾奈緒美、赤阪千明、伊藤大輔
- プロデューサー：高宮望、安永洋平（安永→以前はディレクター・演出）
- 制作：TBSテレビ制作局制作1部
- 製作著作：TBS

### 過去のスタッフ
- TM：石川博章、長谷川晃司、近藤明人、小澤義春
- 音響効果：伊藤誠、加藤博紀
- 美術プロデューサー：西條貴子、中原茂樹
- 美術制作：大木章子、岩城正和、矢部香苗
- 電飾：清水久敏
- 操作：牧ヶ谷純二
- 宣伝：秋山真人、鈴木慎治
- 企画協力：ジャニーズ事務所
- 制作協力：ボトム
- 編成：高橋正尚、福田健太郎、時松隆吉
- AP：藤村卓也
- マネージメントプロデューサー：小谷和彦、西川永哲、豊田壮一、古谷英一
- ディレクター：伊藤雄介、濱本美穂、成田雅仁、大谷賢一
- チーフディレクター：坂下勝己